# A. Bâbord et Père O.K.
À Bâbord et Père O.K. est une série de bande dessinée humoristique d'Eugène Gire publiée de 1949 à 1965 dans l'hebdomadaire pour enfants Vaillant. Si les deux premières histoires publiées sont à suivre, la majorité des planches d'A. Bâbord sont des gags en une page.
A. Bâbord est un jeune marin débonnaire qui parcourt le globe sur ses deux bateaux peu fiables, le Frétillante et l'Entrecôte. Il est accompagné du Père O.K. et de trois perroquets bavards, les frères Jack As.

## Publications

### Périodiques
- Les Avatars d'A. Bâbord, dans Vaillant n°235-354, 1949-1952.
- A. Bâbord et Père O.K. et les frères Jack As, dans Vaillant n°355-468, 1952-1954.
- 44 gags en une page, dans Vaillant, 1952-1956.
- Le Père O.K. à bâbord, dans L'Humanité Dimanche, 1952-1956.
- 35 strips, dans Vaillant, 1954-1955. Douze de ces strips portent le titre Les Frères Jack As et quinze Père O.K..
- L'Île aux perroquets, dans Vaillant n°599-621, 1956-1957.
- Seize récits courts de deux ou trois pages, dans Vaillant, 1960-1962. Deux de ces récits portent le titre Père O.K..
- 146 gags en une page, dans Vaillant, 1962-1965.
- Cinq pages de jeu, dans Vaillant, 1967.

### Albums
- Les Naufragés de l'Entrecôte II, Paris : Vaillant, coll. « Les Récits inédits », 1951.

## Documentation
- « A bâbord et Père O.K. dans Vaillant et Pif » sur bdoubliees.com.
- Patrick Gaumer, « A. Bâbord », Dictionnaire mondial de la BD, Paris : Larousse, 2010, p. 1.